# Каллиник V
Патриа́рх Калли́ник V (греч. Πατριάρχης Καλλίνικος Ε΄; Муданья, Османская империя — 1809, Константинополь) — Константинопольский патриарх (1801—1806 и 1808—1809).

## Биография
Родился в Муданье, в малоазийской провинции Вифинии и с 1779 года служил архидиаконом при митрополите Никейском, а позднее при патриаршем Георгиевском соборе на Фанаре, в Константинополе.
В 1780 году был избран митрополитом Адрианопольским и хиротонисан во епископский сан. В сентябре 1792 года переведён на Никейскую митрополию.

### Патриаршество
17 июня 1801 года был избран на Константинопольскую патриаршую кафедру. О нём сохранились противоречивые сведения: греческий историк Комнин Ипсилантис говорит о нём как о простом и необразованном человеке, другой историк — Кума считает его неопределённым по своим нравственным качествам, а составитель каталога константинопольских патриархов Захария Мата утверждает, что патриарх Каллиник был хотя и изнеженным, любившим покой человеком, но в то же время умным, несребролюбивым и сострадательным.

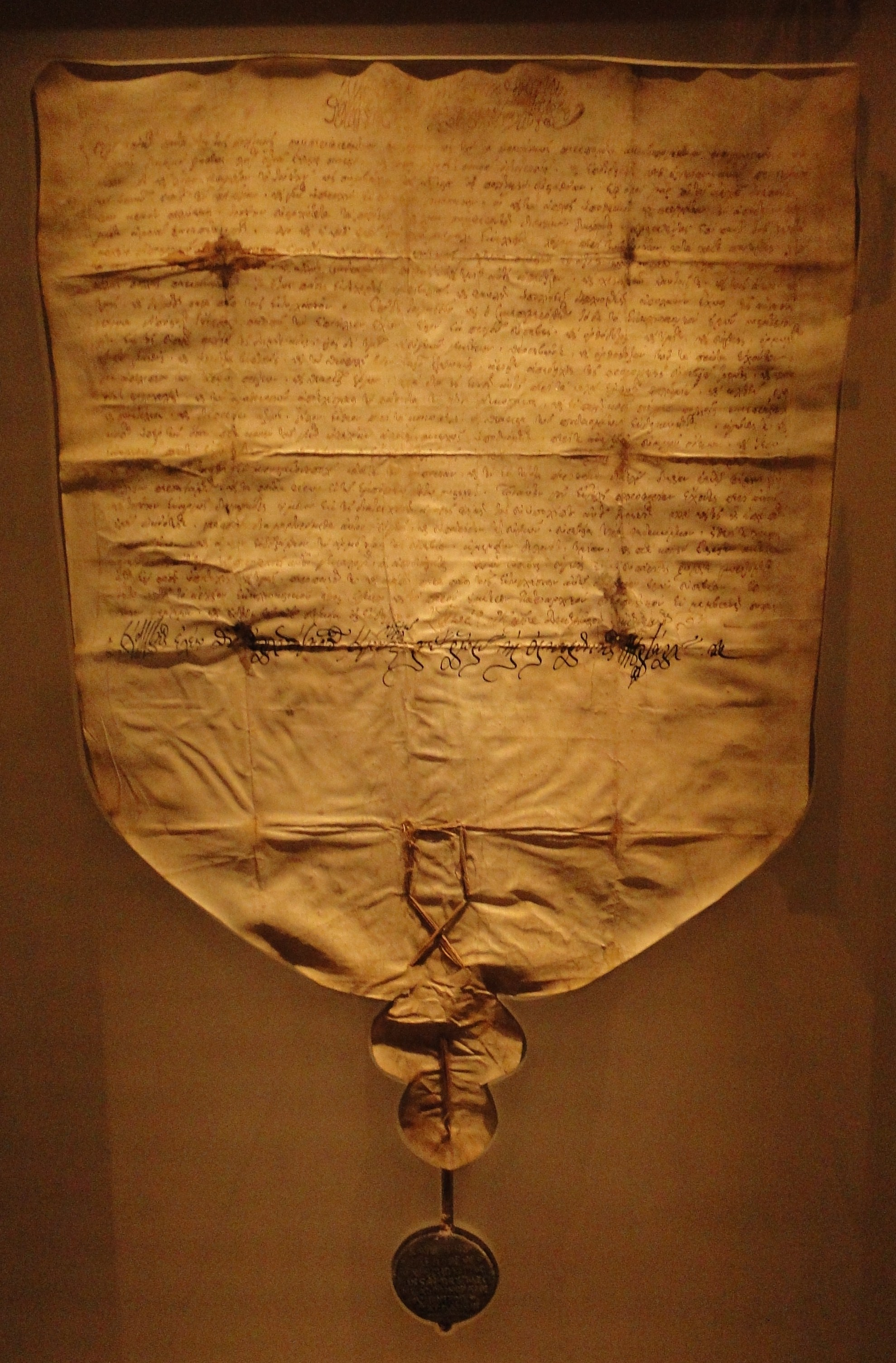
Грамота и печать патриарха Каллиника V

В период своего патриарщества оказал большое содействие греку Димитрию Мурузи в его стремлении по устройству великой народной школы в Константинополе, снабдив его личными деньгами и особой грамотой, располагавшей пожертвованиям со стороны архиереев константинопольской юрисдикции. Были изданы окружные послания относительно прав христиан на наследство и о надлежащем совершении духовенством чинопоследования таинств крещения и причащения. Патриарх заботился также о правильном распределении границ епархий и о благоустройстве монастырей. Особой грамотой от 1803 года утвердил общежительный устав в русском Пантелеимоновом монастыре на Афоне, а игуменом обители утвердил иеромонаха Савву. Приверженность патриарха к константинопольской партии греков, симпатизировавших русскому влиянию в турецкой политике, послужила поводом к низложению патриарха 22 сентября 1806 года. После низложения проживал в Константинополе.
10 сентября 1808 года при помощи паши (визиря) Байрактара одного из сильных временщиков султана Селима III был повторно избран Константинопольским патриархом.
Во время своего второго Патриаршества был куратором реконструкции храма Воскресения Христова в Иерусалиме, а также создал греческую церковную больницу в городе Прусе, предназначенную для больных чумой.
Решением Священного Синода Константинопольского патриархата от 23 апреля 1809 года отстранён от управления церковью по причине старости и после своего ухода на покой проживал в Диплоконио на Босфоре.